# ميخائيل ماكنزي
ميخائيل ماكنزي (بالإنجليزية: Michael McKenzie) هو سباح أسترالي، ولد في 3 يوليو 1967.

## وصلات خارجية
- ميخائيل ماكنزي على موقع الاتحاد الدولي للسباحة (الإنجليزية)
- ميخائيل ماكنزي على موقع أوليمبيديا (الإنجليزية)
- ميخائيل ماكنزي على موقع اللجنة الأولمبية الأسترالية (الإنجليزية)
- ميخائيل ماكنزي على موقع اتحاد ألعاب الكومنولث (مؤرشف) (الإنجليزية)